# Papilio xuthus
Papilio xuthus là một loài bướm thuộc họ Bướm phượng (Papilionidae). 
Loài Papilio xuthus được mô tả năm 1767 bởi Linnaeus. Loài bướm Papilio xuthus sinh sống ở .

## Hình ảnh

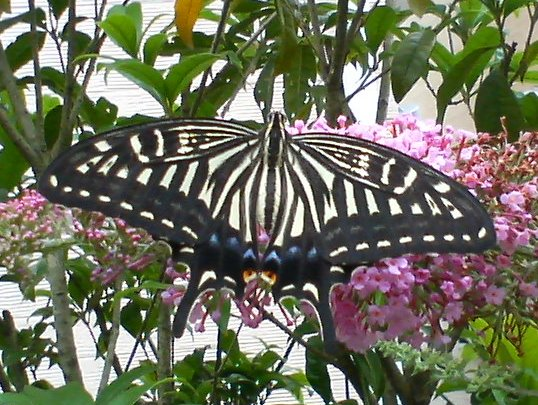
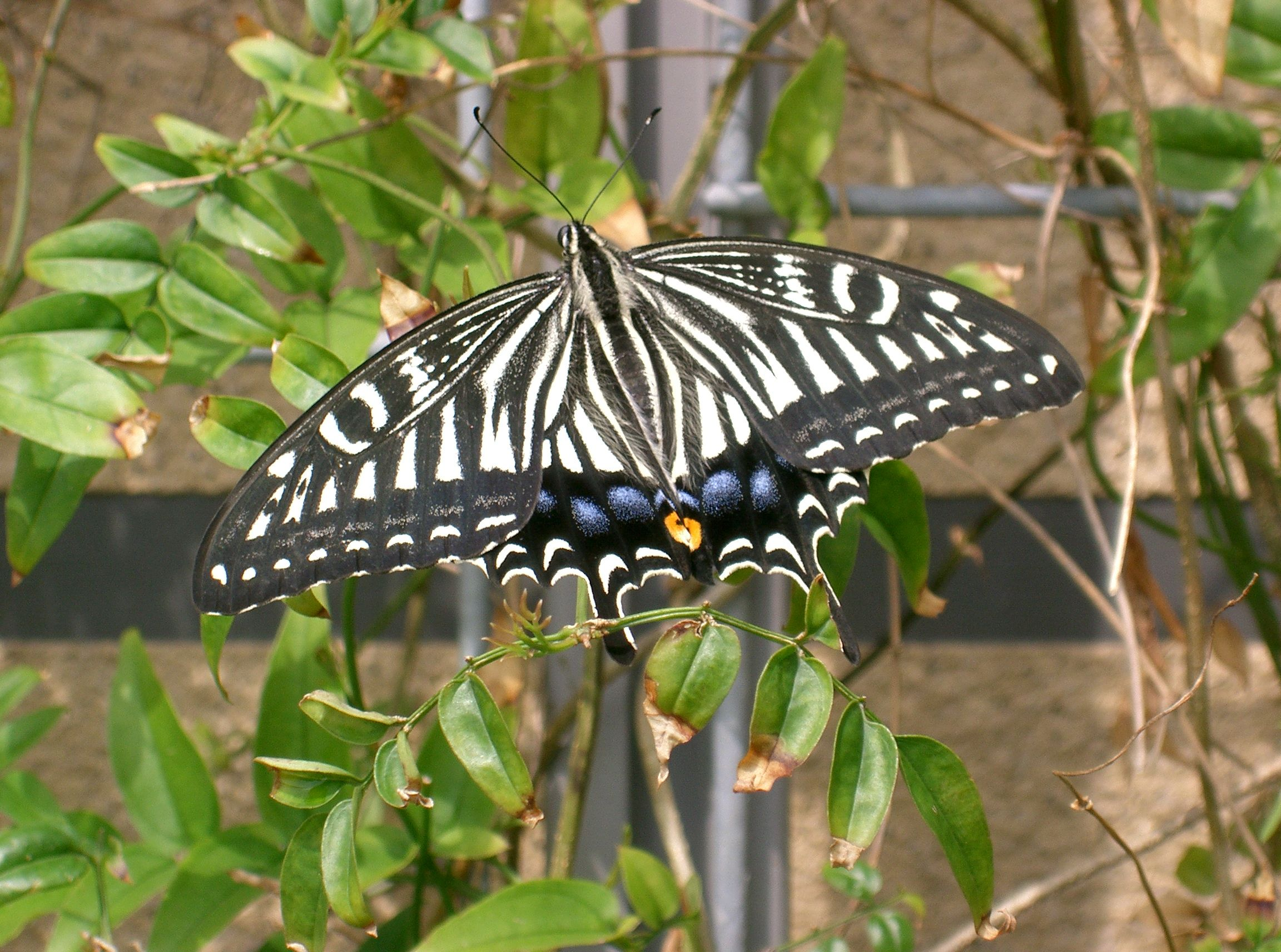
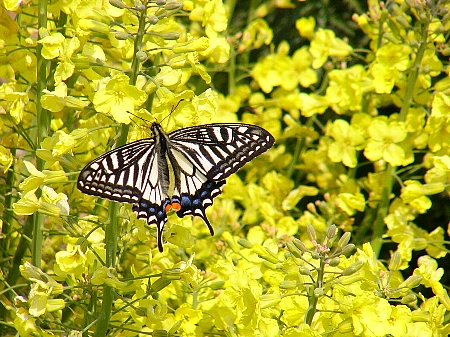
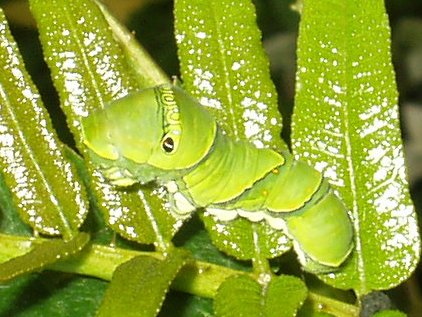
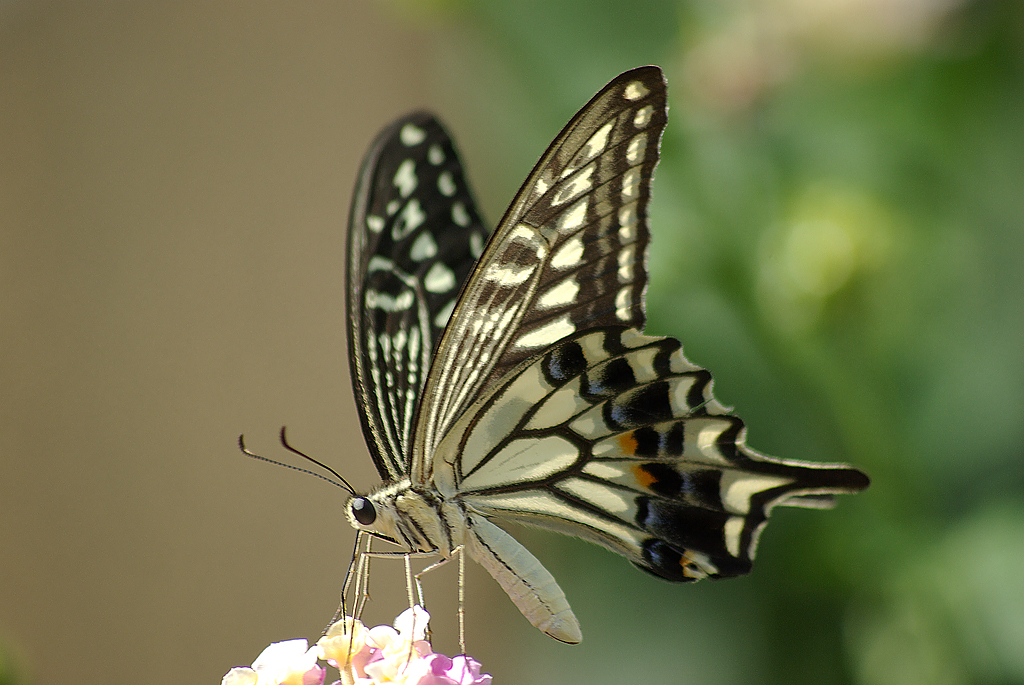
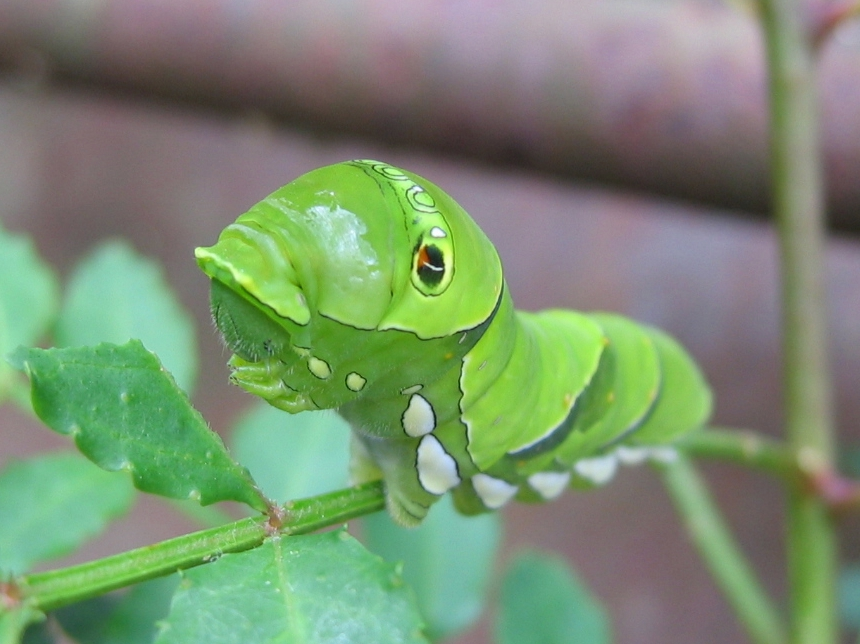
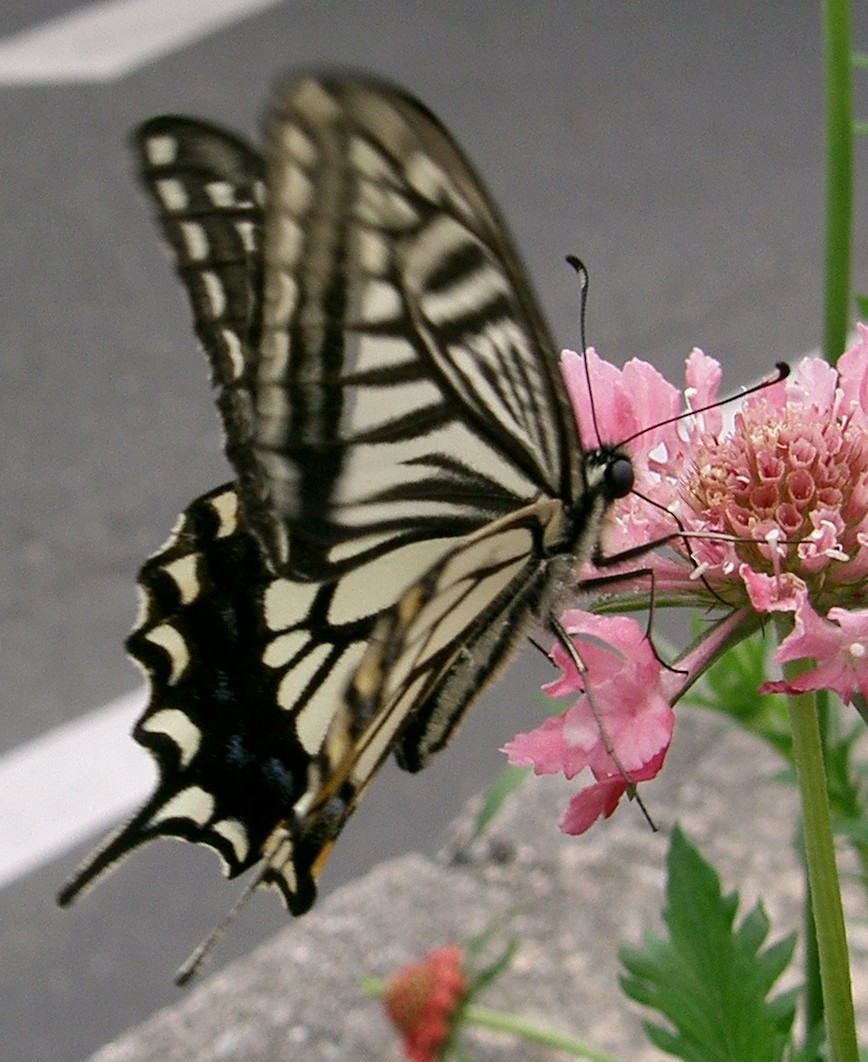